# ناتان لی گراهام
ناتان لی گراهام (به انگلیسی: Nathan Lee Graham) (زاده ۹ سپتامبر ۱۹۶۸) بازیگر ، خواننده ، نویسنده و کارگردان آمریکایی است.
از فیلم‌های معروف او می‌توان به بازی در زولندر ۲ اشاره کرد.